# Michał Englert
Michał Englert (Varsovia, nacido el 4 de mayo de 1975) es un director de fotografía, director de cine y guionista polaco de Varsovia.
Se graduó en el departamento de cinematografía de la Escuela Nacional de Cine de Łódź.

## Filmografía
- Nunca volverá a nevar (2020) (codirigido con Malgorzata Szumowska)
- Tormenta infinita (2022) (codirigido con Malgorzata Szumowska)
- Mujer con... (2023) (codirigido con Malgorzata Szumowska)